# كويت الاستدامة
كويت الاستدامة كتاب اقتصادي سياسي من تأليف عبدالله السلوم، مع عنوان فرعي «رؤية شعب: منه وإليه»، معرّفه ضمن النظام القياسي الدولي لترقيم الكتب 978-1732537538. يسلط الكتاب الضوء على الاقتصاد الكويتي على وجه الخصوص، بهدف توضيح مفهوم الرؤية الاقتصادية السليمة من خلال الحلول الجذرية التي تستهدف قضايا الاقتصاد الكلي للدولة.
بهذا العنوان الذي قدمه بتقدير أستاذ العلوم السياسية في جامعة الكويت، غانم النجار، وأستاذ الدراسات الإسلامية بالهيئة العامة للتعليم التطبيقي والتدريب والحاصل على شهادة الدكتوراه، علي السند، والباحث التاريخي والمحلل السياسي، الأستاذ محمد اليوسفي، يتطلع المؤلف إلى رفع الوعي بالمعنى الاقتصادي، بطريقة تجعل الأفراد يرون ويفهمون عواقب صنع القرار السياسي والإداري، ويبنون وجهة نظرهم الخاصة وآرائهم النقدية مع إدراكهم الكامل للأمور.
يخلص العنوان إلى أن انتقال الكويت من الريعية إلى الاستدامة يتطلب إصلاحًا كبيرًا على مستوى الاقتصاد الكلي، الأمر الذي من شأنه أن يمحو كل العقبات الخاصة بالسياسة والسلوكيات التنظيمية والاقتصاد الجزئي التي تواجه الدولة.

## لمحة عامة
يسعى هذا الكتاب إلى توضيح أمرين هامين، الأول هو واقع الاقتصاد في الكويت والثاني هو الاقتصاد المرجو للكويت. يُبنى واقع الاقتصاد على ما تملكه أرض الكويت من خيرات، لكن هذه الخيرات معرضة للنقصان والزوال مع مرور الزمن، لذلك، سيضعف الاقتصاد وينهار إذا لم تتغير استراتيجية بناء الدولة وتطويرها.
رغم أن سياسة البلد مرتبطة باقتصادها، تبقى اهتمامات الأفراد وأحاديثهم متمحورة حول السياسة وبعيدة عن الاقتصاد. بالإضافة إلى ذلك، إن الغوص بالاهتمامات الشخصية دون الالتفات إلى الشأن العام يضعف روح المبادرة ويزيد التراجع في كافة ميادين الحياة، وتبقى الفرص المتاحة لأصحاب المصالح الشخصية. أما الاقتصاد المرجو، فهو الاقتصاد المستدام الذي يحقق آمال الشعب وطموحاته، ويعتمد على تلاقي أصحاب الفكر والقيم والعقول المستنيرة، فتنتج مبادرات بإمكانها تحقيق الازدهار والتقدم.
بنظرة شاملة على واقع اقتصاد دولة الكويت (والمنطقة العربية ككل) واقتصاد الدول الغربية، نجد الفارق الكبير، رغم تفوق المنطقة العربية بالموارد والخيرات والمواد الأولية، والسبب هو اعتماد الغرب على الرؤية السليمة والشاملة لاقتصاد بلادهم وتطبيق الحلول والنظريات لأصحاب الفكر والخبرات وغياب المصالح الشخصية وتفضيل المنفعة العامة.
يعتمد تحقيق الاقتصاد المستدام للكويت أولًا على إصلاح المجتمع ومحاربة الفساد، وتسخير موارد الدولة لبناء منظومة اقتصادية تضمن تحقيق المصلحة العامة وخلق فرص عمل وآليات متطورة قادرة على النهوض بكويت جديدة، يتآزر أبناؤها على حبها وازدهارها وبناء مستقبلها المشرق على مدى الأجيال.
إن شجاعة اتخاذ قرار الخروج من الوضع الصعب الراهن ثم مواجهة العراقيل المتوقعة والسعي إلى حلها وتجاوزها ليس بالأمر السهل، ولكن، عندما يعي الأفراد إيجابية المرحلة الجديدة من رفع مستوى المعيشة وتوفر الوظائف والقضاء على البطالة، وما يتبعها من تطوير قطاعات التعليم والصحة والانفتاح السياسي والاجتماعي وبناء دولة قوية قادرة على أداء دورها المركزي واتخاذ القرارات الصائبة لوضع خطط تنمية تساعد على تحقيق الرفاهية، وضمان مستقبل لا قلق فيه أو ضبابية، بل يتصف بتنوع الدخل واستدامته.
تتصف رؤية الكاتب هذه بالجرأة والخروج عن نمطية التفكير وتستبدل الاقتصاد التقليدي غير المستقر باقتصاد مستدام وثابت ومستقر، وهذه الرؤية تستحق الاهتمام والمناقشة، لعلها تجد بيئةً خصبة لتُنفَّذ، كخطوة هامة نحو كويت مستدامة. 